# Verbascum eskisehirensis
Verbascum eskisehirensis är en flenörtsväxtart som beskrevs av Karavel., Ocak och Ekici. Verbascum eskisehirensis ingår i släktet kungsljus, och familjen flenörtsväxter. Inga underarter finns listade i Catalogue of Life.